# Tricrania
Tricrania là một chi bọ cánh cứng trong họ Meloidae.
Chi này được miêu tả khoa học năm 1860 bởi LeConte.

## Các loài
Các loài trong chi này gồm:
- Tricrania murrayi LeConte, 1860
- Tricrania sanguinipennis (Say, 1824)
- Tricrania stansburyi Haldeman, 1852